# Franco Bonisolli
Franco Bonisolli, född 25 maj 1937 i Rovereto i Italien, död 30 oktober 2003 i Wien i Österrike, var en italiensk operasångare, tenor, vars roller spände från de lyriska till de dramatiska facken, särskilt uppskattad för sina tolkningar av Manrico och Calaf. Han är även känd för sin nyckfulla, egocentriska personlighet.

## Karriär
Bonisolli debuterade vid Festival di Spoleto  1962, som Ruggero i Puccinis sällan uppförda La Rondine. Han återvände följande år som prins i Prokofjevs Kärleken till de tre apelsinerna. Dessa framträdanden ledde till engagemang i olika italienska hus, som kulminerade i La Scala-debuten i rollen som Cleomene i Rossinis Le siège de Corinthe 1969. Hans repertoarlista vid den här tidpunkten innefattade även Rodolfo, Nemorino och hertigen av Mantua.
Han gjorde sitt första framträdande på Wiener Staatsoper 1968 och med San Francisco Opera följande året, väl mottagen vid båda husen. Han fortsatte till Metropolitan i New York där han sjöng greve Almaviva i Il Barbiere di Siviglia 1972. Han skulle komma att återvända dit som Alfredo, Faust och hertigen i Rigoletto.
I mitten av 1970-talet ersattes lyriska roller av en allt tyngre repertoar. Han blev en eftertraktad uttolkare av Manrico i Trubaduren, Andrea Chénier, Calaf i Turandot och Canio i Pajazzo. Så småningom sjöng han också en rasande Otello.

## Röst
Bonisolli var en mycket begåvad och spännande sångare med ett ringande övre register. Han kunde sjunga långa linjer sakta och mycket vackert om han så önskade, han kunde frasera stilfullt om han ville, han kunde till och med skådespela om han bara lade manken till. Problemet var att han alltför ofta inte tog sig besväret att göra någon av dessa saker. Däremot sjöng han med stor generositet och då han var i god form var han en spännande artist.
Med åren blev han tyvärr alltmer odisciplinerad med sin röst. Hans excentriska beteende och hans sceniska upptåg resulterade i smeknamnet "Il Pazzo" (galningen), och gjorde honom svår att arbeta med.

## Inspelningar i urval
- 1973 - Verdi - La traviata - Mirella Freni, Franco Bonisolli, Sesto Bruscantini - Berlin State Opera Chorus and Orchestra, Lamberto Gardelli - ARTS
- 1975 - Verdi - Il trovatore - Franco Bonisolli, Raina Kabaivanska, Viorica Cortez, Giulio Zancanaro, Gian Carlo Luccardi - Berlin State Opera Chorus and Orchestra, Bruno Bartoletti - ARTS
- 1977 - Verdi - Rigoletto - Rolando Panerai, Margherita Rinaldi, Franco Bonisolli, Viorica Cortez, Bendt Rundgren - Dresden Opera Chorus and Orchestra, Francesco Molinari-Pradelli - ARTS